# Diputació d'Alacant

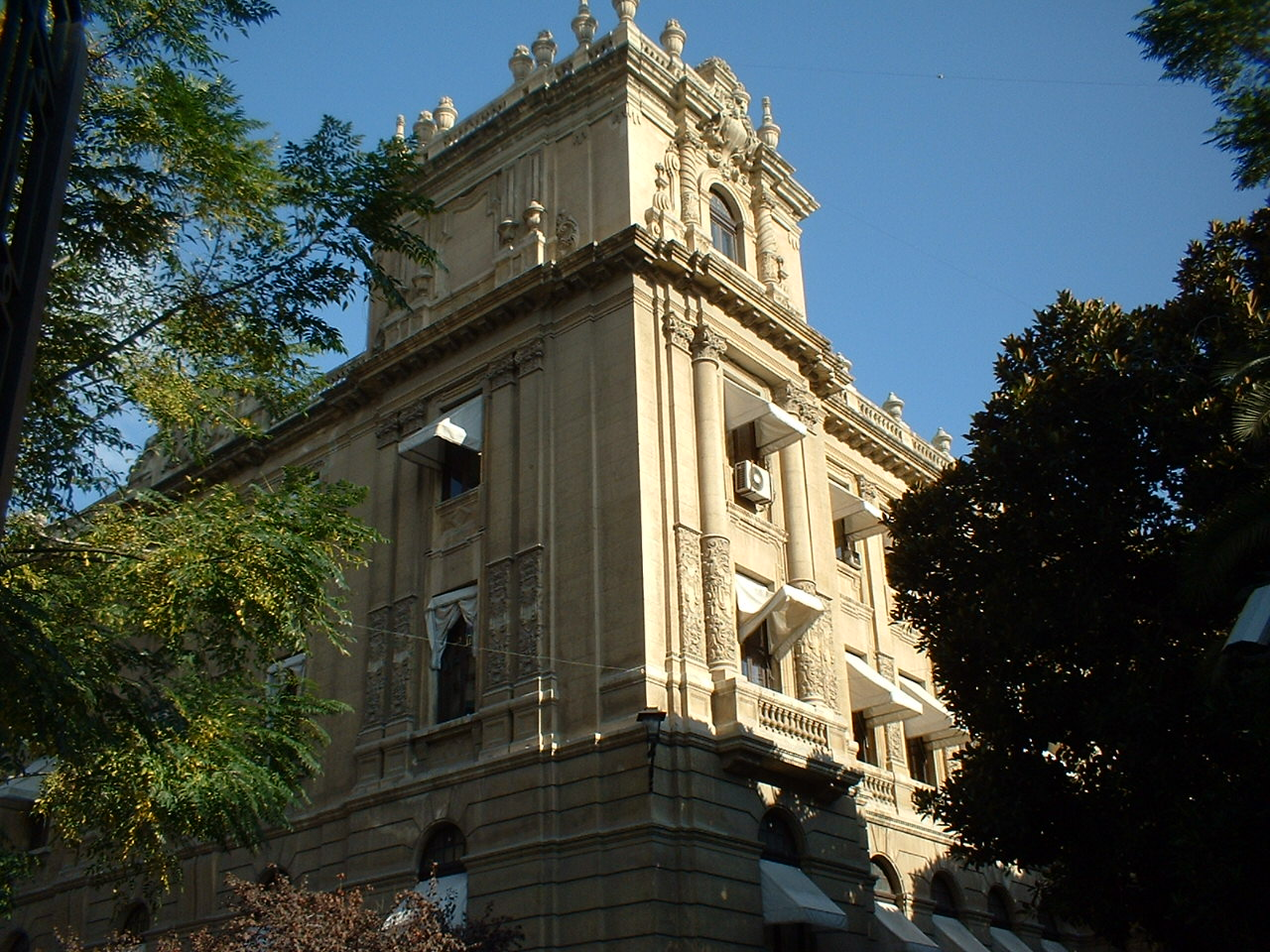
Palau Provincial d'Alacant, sèu de la Diputació d'Alacant

La Diputació d'Alacant és una institució de l'estat espanyol que forma part de l'administració local i està dotada de certes competències administratives per al govern i administració de la província d'Alacant al País Valencià.
La composició del seu ple es realitza a través d'una elecció indirecta, a partir dels resultats en les eleccions municipals de la província. Actualment, Antonio Pérez Pérez és el president de la diputació d'Alacant, alcalde de la ciutat de Benidorm i president provincial del Partit Popular.
La seu central de la diputació es troba al Palau Provincial d'Alacant edifici projectat el 1928 com a seu de la institució per l'arquitecte Juan Vidal i Ramos i inaugurat el 1932. Es tracta d'un edifici d'estil neoclàssic i ornamentació barroca, catalogat com a obra cimera del "casticisme". Es troba a l'avinguda de l'Estació d'Alacant.

## Escut
L'escut oficial de la Diputació d'Alacant té el següent blasonament:
| « | Escut quadrilong acabat en punta. Truncat. Al primer quarter, d'or, quatre pals de gules, que representa les armes de la Corona d'Aragó i per tant, de l'antic Regne de València. El segon quarter, de gules amb un castell d'or maçonat de sable, amb tres torres i amb dues finestres i una porta de gules, per la fortalesa d'Alacant. El castell es troba sobre d'una penya del seu color, la qual sobresurt d'un mar d'ones d'atzur i d'argent. Al timbre, corona reial oberta, que és l'utilitzada en temps antics als escuts dels regnes pertanyents a la Corona d'Aragó. | » |

Aquest escut va ser aprovat per Resolució del 16 d'octubre de 1998, del conseller de Presidència, publicada en el DOGV núm. 3.396, del 18 de desembre de 1998.
El castell damunt les penyes i el mar d'ones són les armes de la ciutat d'Alacant, capital de la província.

## Presidents
- José María Palarea (1856-1858)
- Juan Bautista de Bassecourt y Baciero (1858)
- José María Palarea (1858-1859)
- Celestí Mas i Abat (1859-1861)
- Francisco Sepúlveda Ramos (1861-1862)
- Félix Fanlo y Olivar (1862-1863)
- Francisco Fernández Golfín (1863)
- Vicente Bernabeu y Marco (1864-1866)
- Carlos Morand Bordehore (1866)
- Ciro Pérez Payá (1866)
- Juan Bautista de Bassecourt y Baciero (1867)
- Francisco Pérez Marcos (1867)
- Juan Bautista de Bassecourt y Baciero (1867-1868)
- Luciano Marín Buendía (1868)
- Anselmo Bergez Dufoo (1868-1869)
- Juan Bellod Herrero (1869)
- Ciro Pérez Payá (1869-1875)
- Juan Pascual de Bonanza y Roca de Togores (1875)
- Antonio Campos Doménech (1875-1882)
- Rafael Terol Maluenda (1883-1884)
- José Maestre Vera (1884-1888)
- Francisco Ballesteros Villanueva (1888-1889)
- Alberto Ganga y Bru (1889-1891)
- Alejandro Sendra Burgos (1891-1894)
- Alberto Ganga y Bru (1894-1896)
- Alejandro Sendra Burgos (1896-1897)
- Rafael Beltrán Ausó (1897-1898)
- José María Sarget y Lillo (1898-1899)
- José Antonio de Cervera Cardona (1899-1901)
- José Atienza y Egido (1901-1903)
- José Antonio de Cervera Cardona (1903-1905)
- José María Andreu Bellido (1905-1906)
- José Atienza y Egido (1906-1907)
- José Antonio de Cervera Cardona (1907-1910)
- José Atienza y Egido (1910-1911)
- Carlos Pérez Barceló (1911)
- Higinio Formigós Latorre (1911-1913)
- Luis Martínez Domínguez (1913-1914)
- Manuel Orts Cano (1914-1916)
- José García Vidal (1916)
- Manuel Gómez Valdivia (1916-1918)
- Celestino Pons Albí (1918-1919)
- Alfredo Pastor Mengual (1919)
- Manuel Gómez Valdivia (1919-1920)
- Camilo Pérez Pastor (1920-1921)
- Pedro Juan Beneyto Rostoll (1921-1923)
- Jaime Llorca Lloret (1923-1924)
- Juan Grau Villalta (1924)
- Pascual Mas i Mas (1924-29)
- Elier Manero Pineda (1930)
- Manuel Pérez Mirete (1930-1931)
- Franklin Albricias Goetz (1931-34)
- Agustín Mora Valero (1934)
- José Pérez Molina (1934-1936)
- Alfonso de Rojas y Pascual de Bonanza (1936)
- Alvaro Botella i Pérez (1936)
- Luis Arráez Martínez (1936)
- Ramon Llopis Agulló (1936-1937)
- Francisco Valdés Casas (1937)
- Jesús Monzón Repáraz (1937-1938)
- Ramon Llopis Agulló (1938-39)
- José Martínez Alejos (1939-1949)
- Artemio Payá Rico (1949-55)
- Lamberto García Atance (1955-1960)
- Alberto Lagarde Aramburu (1960-1964)
- Alejo Bonmatí Gonzálvez (1964-1966)
- Pedro Zaragoza Orts (1966-1970)
- Manuel Monzón Meseguer (1970-1975)
- Jorge Silvestre Andrés (1975-1978)
- José Cerdán Navarro (1978-1979)
- Luís Bernardo Díaz Alperi (1979-1983)
- Antoni Fernández Valenzuela (1983-1991)
- Antonio Mira-Perceval Pastor (1991-1995)
- Julio de España Moya (1995-2003)
- José Joaquín Ripoll Serrano (2003-2011)
- Luísa Pastor Lillo (2011-2015)
- César Sánchez Pérez (2015-2019)
- Carlos Mazón Guixot (2019-2023)
- Antonio Pérez Pérez (2023- )

## Organismes
Organismes que depenen totalment o parcialment de la Diputació:
- Alacant Natura
- Caixa de Crèdit Provincial per Cooperació
- Consorci per al Proveïment i Sanejament d'Aigües de la Marina Alta
- Consorci per al Proveïment i Sanejament d'Aigües de la Marina Baixa
- Consorci per a la Gestió dels Residus Sòlids Urbans del Baix Vinalopó
- Costa Blanca
- Empresa Provincial de l'Aigua Proaguas Costablanca
- Geonet
- Institut Alacantí de Cultura Juan Gil-Albert
- Institut de la Família Doctor Pedro Herrero
- Museu Arqueològic Provincial d'Alacant (MARQ)
- Museu de Belles Arts Gravina (MUBAG)
- Suma Gestió Tributària

## Composició política
Els resultats de les eleccions municipals del 2023 configuren la composició del Ple fins al 2027, amb 31 representants distribuïts de la següent manera:
| Partit Polític | Partit Polític                                   | Partit Polític                                   | Partit Polític                                   | Partit Polític                                   | Nº Escons | Lider                 |          |
|                | Partit Popular de la Comunitat Valenciana (PPCV) | Partit Popular de la Comunitat Valenciana (PPCV) | Partit Popular de la Comunitat Valenciana (PPCV) | Partit Popular de la Comunitat Valenciana (PPCV) | 16        | Antonio Pérez Pérez   | Govern   |
|                | Partit Socialista del País Valencià (PSPV-PSOE)  | Partit Socialista del País Valencià (PSPV-PSOE)  | Partit Socialista del País Valencià (PSPV-PSOE)  | Partit Socialista del País Valencià (PSPV-PSOE)  | 13        | Vicente Arques Cortés | Oposició |
|                | Vox                                              | Vox                                              | Vox                                              | Vox                                              | 1         | Gema Alemán Pérez     | Oposició |
|                | Coalició Compromís (Compromís)                   | Coalició Compromís (Compromís)                   | Coalició Compromís (Compromís)                   | Coalició Compromís (Compromís)                   | 1         | Ximo Perles Pérez     | Oposició |